# Dakota Staton
Dakota Staton (later ook bekend als Aliyah Rabia) (Pittsburgh, 3 juni 1931 - New York, 10 april 2007) was een Amerikaanse jazz- en rhythm & blues-zangeres, die enkele hits had in de jaren vijftig. Ze maakte een plaat met pianist George Shearing.

## Biografie
Staton ging naar de Filion School of Music in Pittsburgh. Toen ze zestien was trad ze op in de stage-show "Fantastic Rhythm" en rond 1950 was ze zangeres in het Joe Wespray Orchestra. Daarna zong ze lange tijd in de Flame Show Bar in Detroit en andere nachtclubs. In een nachtclub in New York werd ze opgemerkt door een producer van Capitol Records, Dave Cavanaugh en kreeg ze een platencontract, wat resulteerde in een aantal singles, waarvan de eerste "What Do You Know About Love?" was. In 1955 werd ze door Down Beat uitgeroepen als 'Most Promising New Comer', de meest veelbelovende nieuwkomer. In 1957 kwam haar eerste lp uit, "The Late, Late Show", met een orkest onder leiding van Van Alexander en met Hank Jones op piano. Het album was meteen een commercieel succes, de titelsong werd de grootste hit uit haar carrière. Kort daarop volgde een album, opgenomen met de groep van George Shearing (met onder meer Toots Thielemans), "In the Night". Een jaar later kwam "Dynamic!", een album waarop onder meer trompettist Harry 'Sweets' Edison meespeelde.

## Islam
In 1958 trouwde ze met de islamitische trompettist Talib Ahmad Dawud. Staton bekeerde zich tot de islam en trad op onder de naam Aliyah Rabia. Het echtpaar was lid van de Muslim Brotherhood, een organisatie die gekant was tegen de radicale politiek van Elijah Muhammad en diens aanhangers. De strijd tussen de twee kampen werd verslagen in de kranten en beschadigde mogelijker haar image, want latere albums van de zangeres waren lang niet meer zo succesvol als haar eerste platen. In 1959 zong ze op het Newport Jazz Festival, en verscheen "More Than the Most", met het orkest van Sid Feller. Er volgden nog enkele albums die het aanmerkelijk minder goed deden. In 1963 stapte ze over naar een andere platenmaatschappij, United Artists, waarvoor ze drie albums maakte. In de jaren zestig zou ze daarna nog maar één plaat opnemen. In 1965 ging ze naar Engeland, waar ze werkte op cruiseschepen en in hotels. In het begin van de jaren zeventig keerde ze terug naar Amerika, waar ze voor verschillende labels af en toe een album maakte. Haar latere werk vertoonde steeds meer gospel- en blues-invloeden.

## Discografie (selectie)
- The Late, Late Show, Capitol, 1957
- In the Night, Capitol, 1957
- Crazy He Calls Me", Capitol, 1958
- Dynamic!, Capitol, 1958
- Time to Swing, Capitol, 1959
- More Than the Most, Capitol, 1959
- Dakota, Capitol, 1960
- Dakota at Storyville, Capitol, 1961
- Madame Foo Foo, Groove Merchant, 1972
- Dakota Staton, Muse, 1990